# Gare de Richmond Hill (GO)
La gare de Richmond Hill est une gare ferroviaire du Canada, située sur la ligne CN Bala Subdivision (en). Elle est située au 6 de la Newkirk Road à Richmond Hill en Ontario.
Une première gare est créée en 1906 par le James Bay Railway, elle est fermée en 1968 par le Canadien National.
Depuis 1978, une nouvelle gare a été mise en service par GO Transit lorsqu'elle ouvre, sur les voies existantes, une ligne de trains de banlieue de la gare Union de Toronto au terminus de Richmond Hill. En 2016 la ligne est prolongée jusqu'à la gare de Gormley. GO Transit, assure un service voyageurs ferroviaire aux heures de pointe et un service de bus aux heures creuses. 
Le développement rapide du trafic impose à GO Transit l'ouverture de nombreux chantiers pour améliorer les gares et les circulations.

## Histoire

### Gare de Richmond Hill (CNR) 1906-1968

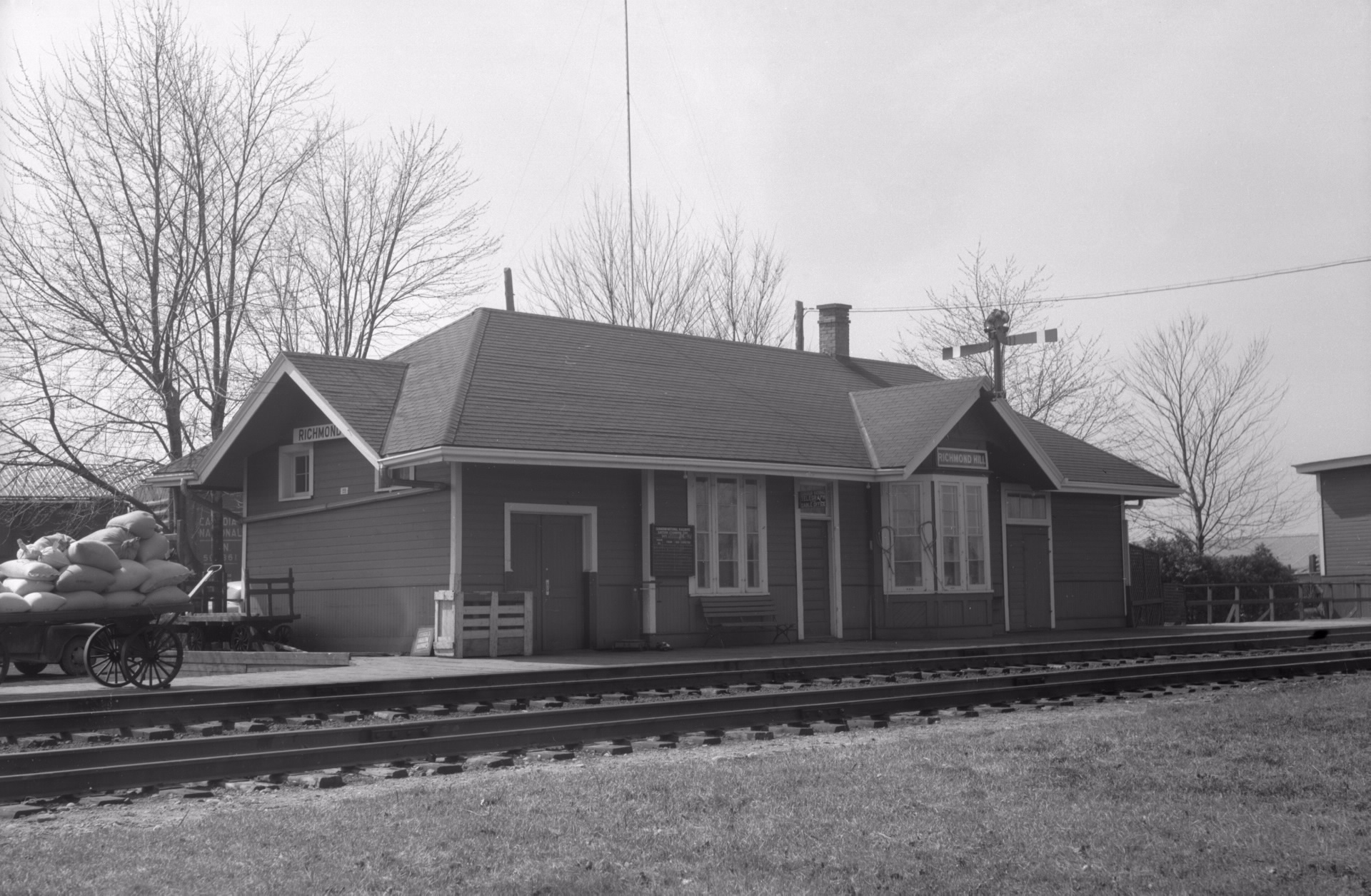
Ancienne gare en 1911.

C'est en 1904 que les propriétaires du James Bay Railway envisagent de faire passer la ligne par Richmond Hill. Le conseil du village ne laisse pas passer l'occasion, il achète la surface nécessaire à l'établissement d'une gare et un silos à grains, la parcelle étant située côté nord de la rue Centre Est. En 1906, le bâtiments en construction est presque terminé au mois d'août. C'est en novembre que la gare débute ses services voyageurs et marchandises avec des convois tractés par des locomotives à vapeur. Ce trafic va entrainer le développement du quartier et l'extension du village vers l'est. Ce premier bâtiment, en bardage à clin peint en rouge et en vert-foncé, dispose d'un logement et d'un bureau pour l'agent responsable et d'une salle d'attente pour les voyageurs.
La baisse du trafic ferroviaire, concurrencé par la route, va entrainer le Canadien National à prendre la décision de fermer la gare en 1968. Le bâtiment historique d'origine est déplacé en 1979 à Richmond Green, à l'intersection du chemin Elgin Mills et de la rue Leslie, pour servir de pavillon pour les équipes locales de football.

L'ancien bâtiment de la gare en 2016
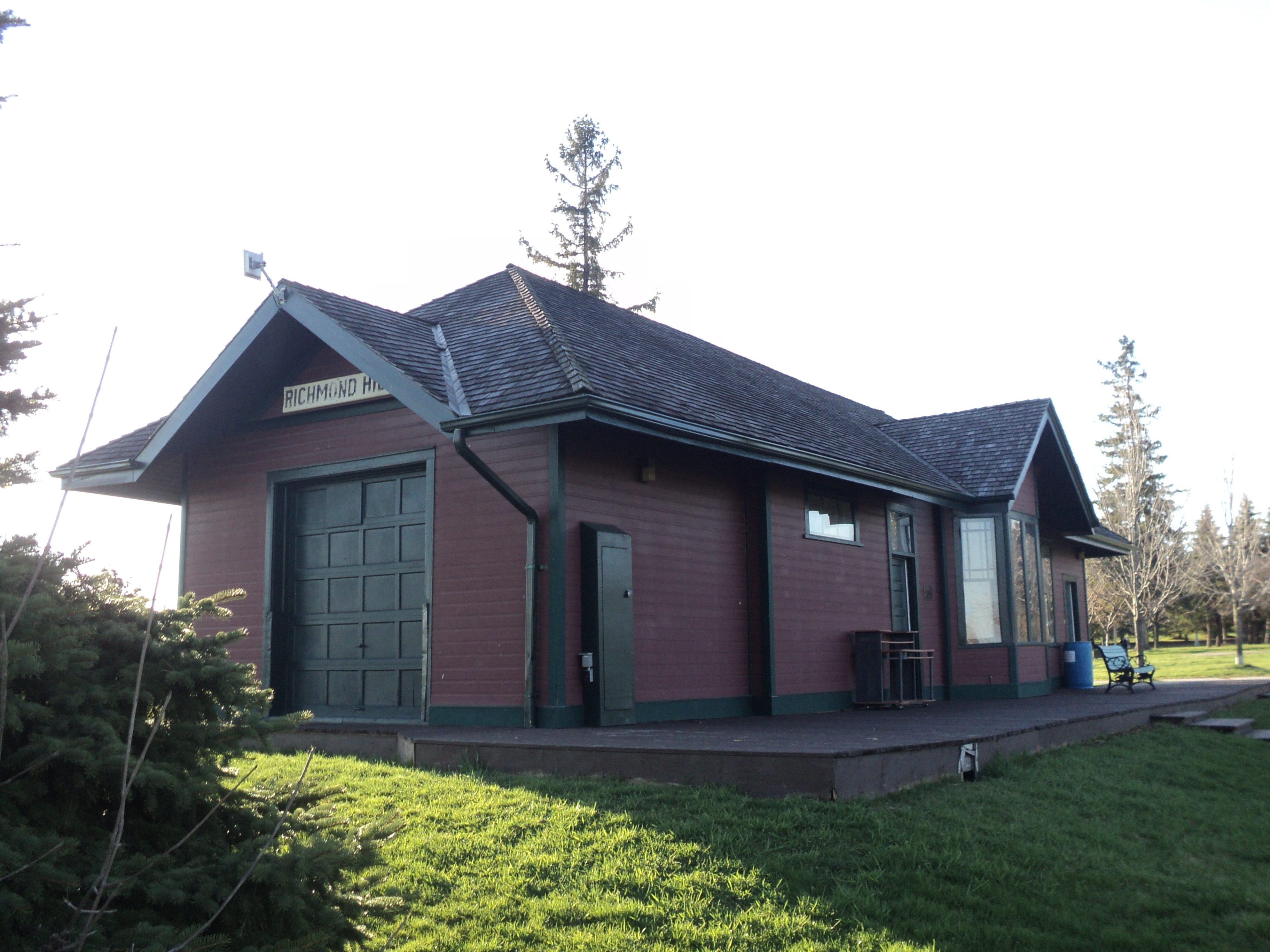
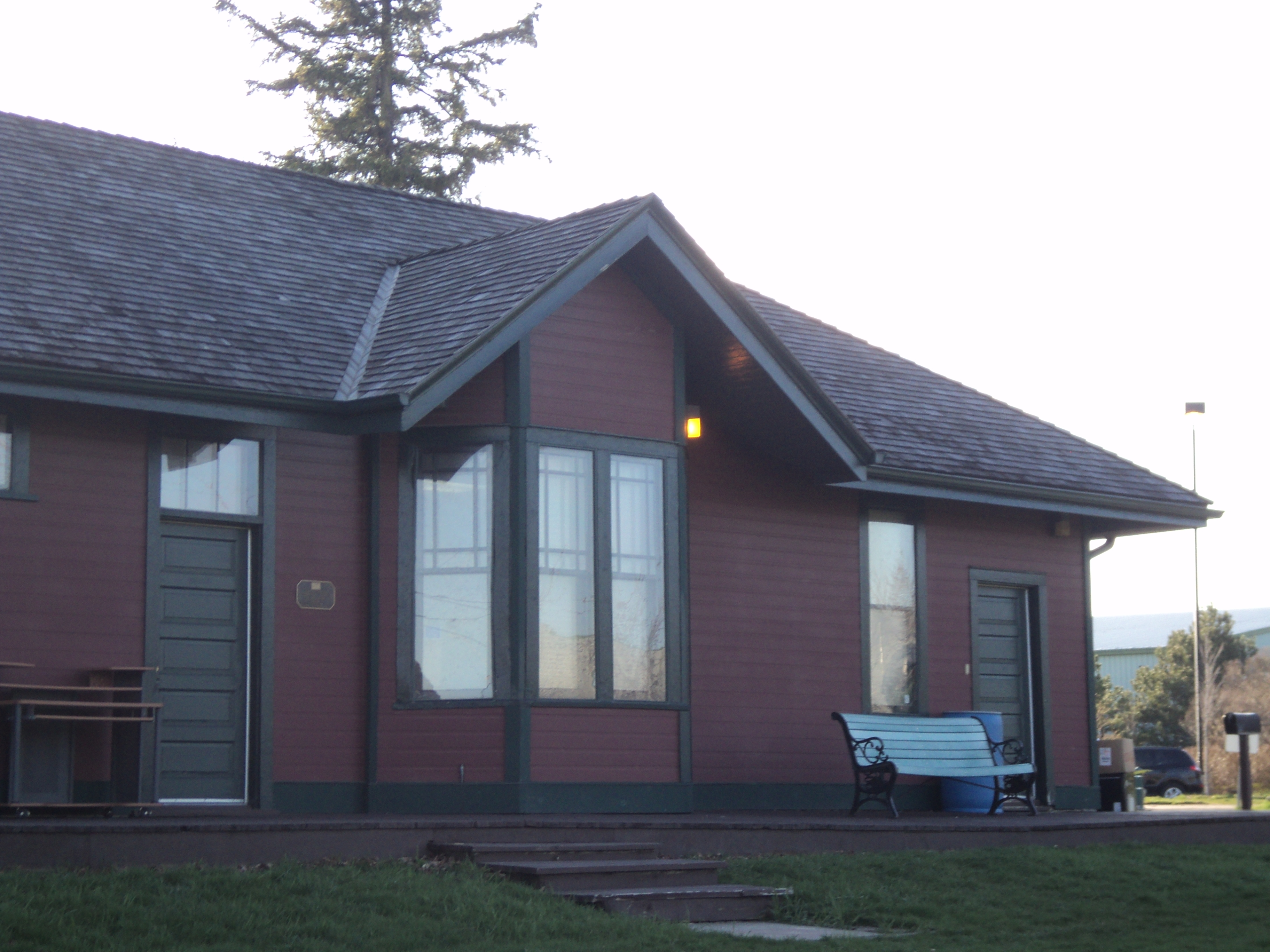
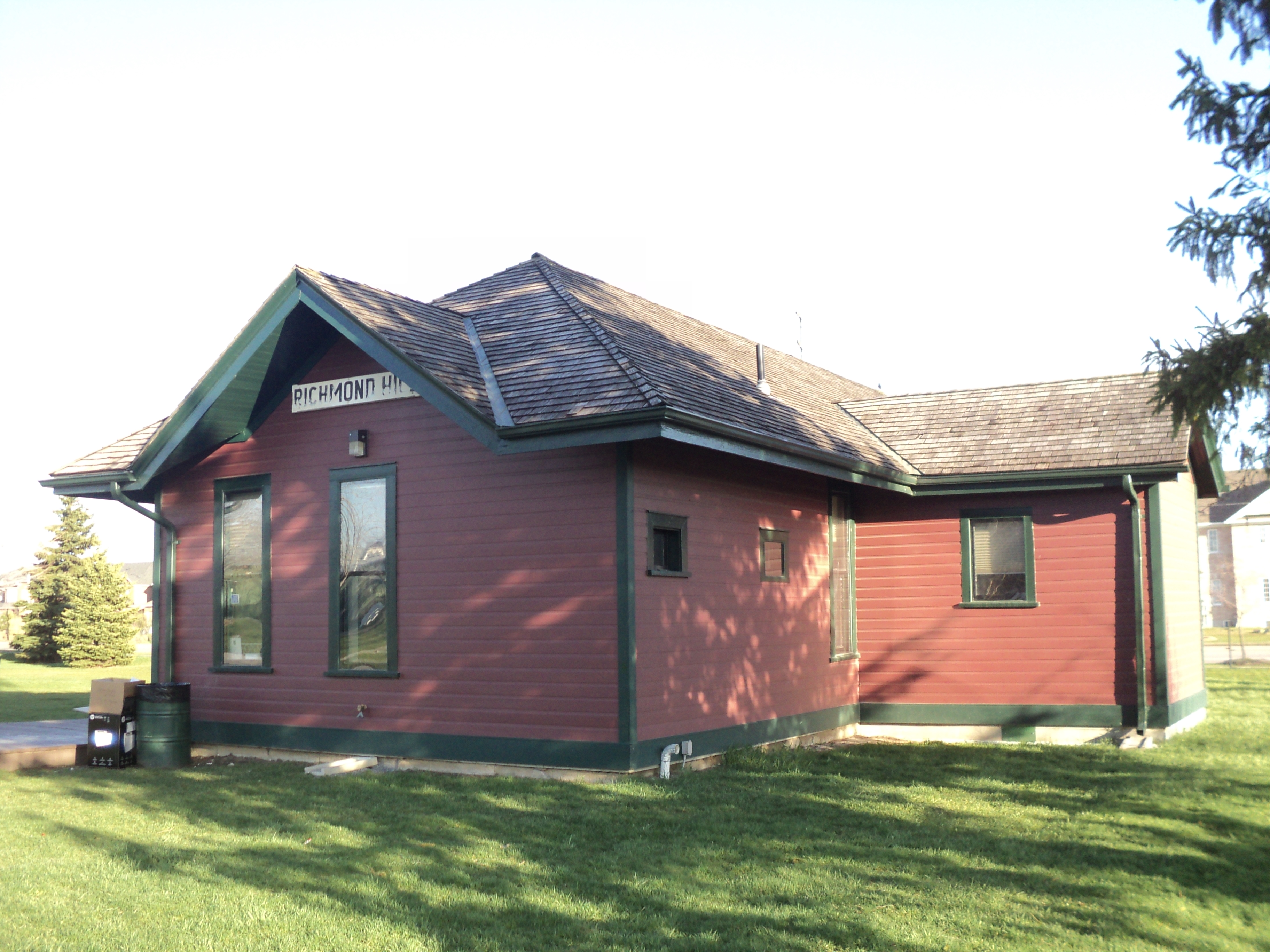

### Gare de Richmond Hill (GO) depuis 1978
Le train revient en 1978 à Richmond Hill, avec la création d'une nouvelle gare uniquement voyageurs par GO Transit qui ouvre une ligne de la banlieue de Toronto sur une partie de l'infrastructure existante CN Bala Subdivision (en). L'inauguration des circulations entre la Gare Union de Toronto et le terminus de Richmond Hill au nord a lieu le 29 avril 1978 avec un train tracté par une locomotive à vapeur. Le service régulier débute le lundi 1er mai 1978.
La gare perd son statut de terminus lors du prolongement des circulations jusqu'à la gare de Gormley, le 5 décembre 2016.

## Service des voyageurs

### Accueil
La billetterie de GO Transit est ouverte en semaine de 5 h 40 à 8 h 20, fermée les fins de semaine et jours fériés. L'ambassadeur de la gare GO peut aider les clients à configurer un type de tarif ou à définir un trajet par défaut sur la carte Presto. Les clients disposent également d'options en libre-service, notamment l'achat d'un billet papier dans un distributeur automatique de billets, le chargement d'une carte Presto dans un distributeur automatique de billets compatible avec Presto, l'achat d'un billet électronique avec leur téléphone intelligent et le paiement au valideur avec une carte de crédit sans contact ou une carte Presto. Elle est équipée : d'automates pour l'achat de billets, d'une salle d'attente, d'abris de quai chauffés, de toilettes et de téléphones public et du Wi-Fi. Un débarcadère est aménagé.

### Desserte
À partir du 7 janvier 2023, trois trains de Bloomington s'arrêtent à cette gare vers la gare Union de Toronto pendant la période de pointe du matin, et quatre trains de Union s'arrêtent à cette gare vers Bloomington pendant la période de pointe de l'après-midi.
Un service de bus est proposé en semaine, en dehors des heures de pointe, entre la gare de Bloomington et la gare Union de Toronto, à l'exception des gares d'Old Cummer et d'Oriole. À l'exception d'un trajet de bus tôt le matin depuis la gare de Richmond Hill, tous les trajets desservent les gares de Bloomington, Gormley, Richmond Hill, Langstaff et Union.
Cette ligne ne propose pas de service de bus ou de train le week-end. Les passagers se rendant au centre-ville de Toronto ou à Richmond Hill doivent prendre la TTC ou la YRT.

### Intermodalité
Elle est équipée de supports pour les vélos et de parkings pour les véhicules. Elle est desservie par des bus York Region Transit, des lignes : 4 Major Mackenzie (Ouest), 25 Major Mackenzie (Est), 82 Valleymede et 86 Newkirk - Red Maple. Elle est également de desservi par des bus GO Transit de la ligne 61 Richmond Hill (Gare Union - Gare de Bloomington) : qui circule en remplacement du service ferroviaire pendant les heures creuses.

## Projets
De toutes les gares de la ligne Richmond Hill, est la seule qui ne dispose que de quais courts, qui ne peuvent accueillir qu'une rame composée de huit wagons BiLevel de Bombardier et au moins une locomotive. Au début du printemps 2015, la plate-forme devait être prolongée pour permettre 12 voitures de trains. Un pont piétonnier au-dessus de la rue Major Mackenzie Drive et un nouveau bâtiment de gare seront également construits. Le centre d'entreposage ferroviaire à Richmond Hill a été ouvert en 2014.
Viva Silver, une nouvelle ligne de service rapide par bus est en voie de construction entre la station Vaughan Metropolitan Centre et la gare de Richmond Hill. L'ouverture de la ligne est prévue en 2022.